# Tranvías de Gijón
Los tranvías de Gijón fueron las líneas de tranvía que recorrieron la ciudad asturiana de Gijón entre 1890 y 1964.

## Historia

### Origen y ampliaciones
El 18 de julio de 1888 Florencio Valdés recibe el visto bueno del Ministerio de Fomento de construir un tranvía en Gijón y el 14 de febrero de 1889 se adjudica la concesión del tranvía al mismo Valdés, comenzando la obra. Se funda la Compañía del tranvía de Gijón, que estaría formada por miembros relevantes de la sociedad gijonesa de la época, tales como Juan Alvargonzález y Rufo Rendueles. El 30 de marzo de 1890 se inaugura la primera línea. Era de tracción de sangre, desde la calle Corrida hasta La Guía, Somió, con un recorrido de 3 km. En los 9 primeros meses de funcionamiento transportó a más de 300 000 viajeros. En los años siguientes se construyeron dos líneas más. El 10 de abril de 1909 se inaugura el primer tramo electrificado, despareciendo las mulas.
En 1912 el tranvía llega al puerto de El Musel, donde los tranvías harían trasbordo de pasajeros con el Ferrocarril de Carreño.

### Declive y desaparición
El fin comenzó en 1947 cuando se inauguró la primera línea de autobuses y culminó en 1964 cuando se cerró definitivamente la última línea. Entre estas dos fechas hubo varios sucesos que determinaron el fin del servicio como aumentos de tarifas y empeoramiento del servicio, sin embargo, el desinterés del Ayuntamiento por este modelo de transporte sería la causa principal. La Compañía de los Tranvías de Gijón alcanzó en 1963 un déficit de 903 000 pesetas. El último servicio de un tranvía saldría a las 23:15 de El Llano el día 10 de mayo de 1964, no habiendo ningún servicio posterior.

### Posterior
En 1953 aparecen las primeras líneas municipales de autobús, que serían el germen del que en 1978 surge la empresa municipal EMTUSA, algunas de cuyas líneas en la actualidad aún siguen el trazado de las líneas del tranvía.
Hacia los años 2010 y 2011 se planteó la idea de crear un tranvía moderno, especialmente destinado al barrio de Nuevo Roces. Habría discurrido por la avenida de la Constitución y tendría conexión con el Metrotrén. Nunca fue realizado.

## Líneas

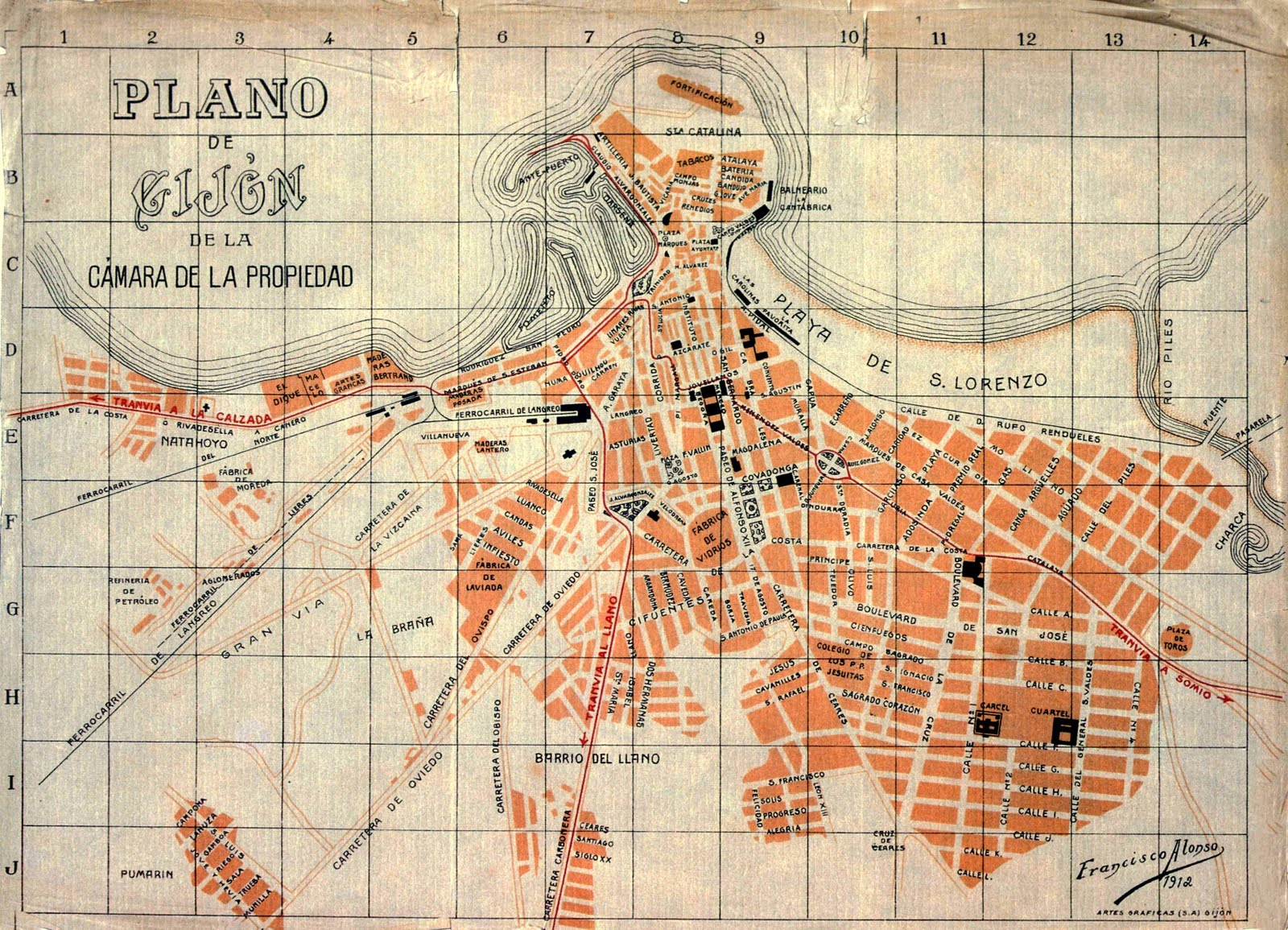
En este mapa se aprecian, con líneas rojas, el estado de las tres líneas en 1912.

Todas ellas de vía única con apartaderos para los cruces, electrificadas a partir de 1909.
| Nombre de la línea       | Apertura | Ampliación                                      | Fecha de ampliación | Longitud |
| ------------------------ | -------- | ----------------------------------------------- | ------------------- | -------- |
| Calle Corrida a La Guía  | 1890     | A la plaza de Villamanín, en el centro de Somió | 1891                | 4 650 m  |
| Calle Corrida a Natahoyo | 1895     | Hasta el puerto del Musel                       | 1912                | 5 700 m  |
| Calle Corrida a El Llano | 1905     |                                                 |                     | 2 060 m  |

## Parque móvil
La compañía tuvo varias unidades en servicio.

### Tracción animal
La compañía tenía en su etapa de tracción de sangre 27 carruajes, de los cuales 15 eran abiertos y 12 jardineras.

### Tracción eléctrica
En 1920 la compañía contaba con 18 coches motores de la empresa Thomson Houston, 13 remolques abiertos, 26 cerrados, 8 jardineras y 8 vagones de mercancías.
En 1942 aumentó su flota con unidades del extinto Tranvía de Valladolid, teniendo en 1945 25 coches automotores, 11 vagones y 20 jardineras. En la actualidad se conserva un coche motor en el Museo del Ferrocarril de Asturias.